# Office général de la radio et de la télévision libyenne
L'Office Général de la Radio et de la Télévision Libyenne (en abrégé ORTL) est la société nationale de radio-télévision de la Jamahiriya arabe libyenne. Placée sous le contrôle direct du Ministère de l'Information de la Grande Jamahirya, elle opère cinq chaînes de télévision (Aljamahiriya TV, Aljamahiriya Satellite Channel, Al Mounawaa, Al Hidaya, Al Badil et Al Shababiyah) et deux stations de radio (Radio Jamahirya et La Voix de la Jamahirya). 
Longtemps détentrice d'un monopole d'état sur les ondes libyennes, elle a vu la création d'une unique chaîne de télévision privée en 2007. Baptisée Al Libia, celle-ci avait été fondée à l'initiative de Saïf al-Islam Kadhafi, le fils du dirigeant libyen. Constituée en société indépendante (Al Ghad), Al Libia a cependant été interdite en 2009, et a dû déménager ses locaux au Royaume-Uni. Depuis lors, l'ORTL est de nouveau la seule société de radio et de télévision autorisée à émettre dans le pays.
Longtemps occupé par Abdallah Mansour, le poste de directeur général de la compagnie est occupé depuis le mois de janvier 2009 par Ali Kilani Mohammed, « poète de la révolution » et ancien gestionnaire d'une société de production.
La principale chaîne de télévision du pays est Aljamahiriya TV, longtemps unique chaîne autorisée à émettre dans le pays. Les programmes de cette chaîne sont en grande partie repris par Aljamahiriya Satellite Channel, qui diffuse par satellite principalement en Europe, en Afrique du Nord et au Proche-Orient. 
Al Shababiyah est une télévision diffusant des programmes consacrés à la jeunesse (divertissement, musique, émissions éducatives). Elle émet à la fois sur le réseau hertzien et par satellite (Hot Bird, 13° est).
Les deux principales stations de radio sont Radio Jamahirya (programme généraliste, en arabe) et La Voix de la Jamahirya (station internationale, en arabe, anglais et français).
L'office général de la radio et de la télévision libyenne est membre de l'union européenne de radio-télévision depuis 1974.
Le 22 août 2011, les forces du Conseil national de transition prennent Tripoli et s'emparent des locaux de la télévision et de la radio d'État, qui cessent d'émettre,.